# 전이 궤도
전이 궤도(轉移軌道, 영어: transfer orbit), 천이 궤도(遷移軌道), 또는 이행 궤도(移行軌道)는 36,000km의 원형 정지 궤도에 이르는 중간 단계의 궤도를 말한다. 지구에서 가깝게는 1,352km, 멀게는 35,786km의 타원형이다. 일단 전이 궤도에 진입한 인공위성은 아무 동력 없이 순전히 뉴턴의 운동 법칙에 따라 관성만으로 돌게 된다. 이후 원지점에서 원지점모터라는 추가 동력을 사용, 원형의 정지 궤도에 진입하게 된다. 이때 위성은 원하는 목표로 수평이동하게 되는데 이것을 표류 궤도라고 한다.
여러 종류의 전이 궤도가 있으며 에너지 효율성, 전이 속도 면에서 다양하다.
- 호만 전이 궤도
- 이중 타원 전이 궤도
- 정지 전이 궤도
- 달 전이 궤도